# Sachsen-Zeitz

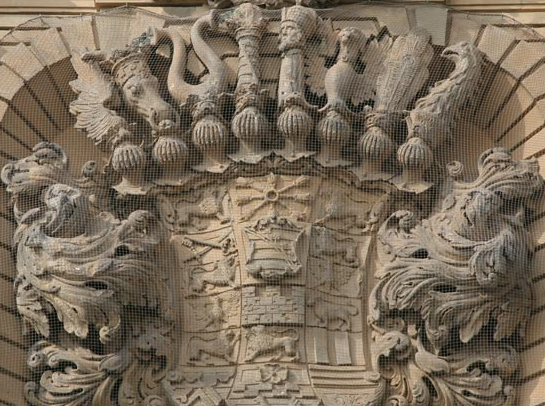
Wappen Sachsen-Zeitz, Portal Moritzburg

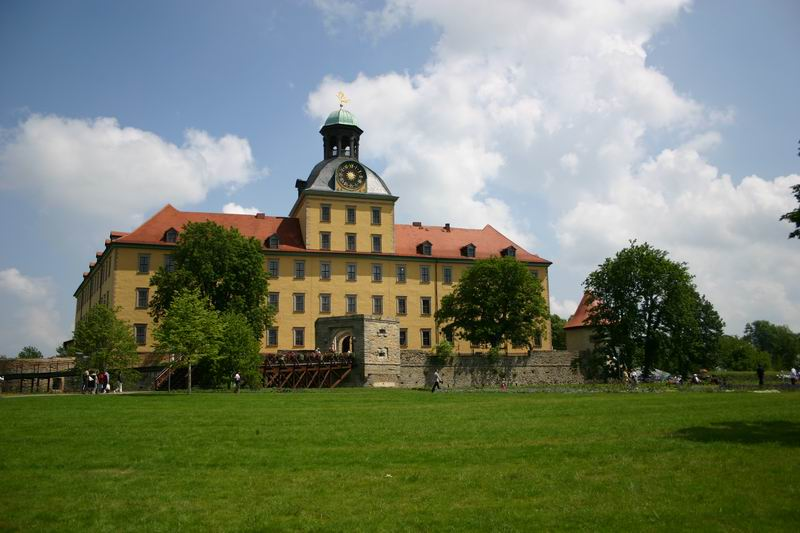
Schloss Moritzburg, Ansicht vom Park

Das Herzogtum Sachsen-Zeitz war ein Territorium des Heiligen Römischen Reiches Deutscher Nation, das von 1656/57 bis 1718 bestand und von einer Nebenlinie der albertinischen Wettiner regiert wurde. Residenz war die Stadt Zeitz im heutigen Burgenlandkreis.

## Geschichte
Der sächsische Kurfürst Johann Georg I. verfügte in seinem Testament vom 20. Juli 1652, dass seine drei jüngeren Söhne Sekundogeniturfürstentümer erhalten sollten. Nachdem der Kurfürst am 8. Oktober 1656 gestorben war, wurde am 22. April 1657 in Dresden der „Freundbrüderliche Hauptvergleich“ sowie 1663 ein weiterer Vergleich geschlossen, in dem die drei Territorien und die zugehörigen Hoheitsrechte endgültig abgegrenzt wurden und bei denen es den Brüdern Johann Georgs II. gelang, einen Teilerfolg hinsichtlich ihrer Souveränitätsbestrebungen zu erzielen. Der Kurfürst hatte weiterhin die Oberhoheit über das Oberhofgericht und Appellationsgericht, die Entscheidung über Krieg und Frieden, Beschickung der Reichstage und der Ständeversammlungen. Es entstanden die Herzogtümer Sachsen-Zeitz, Sachsen-Weißenfels und Sachsen-Merseburg.
Prinz Moritz, der viertälteste Sohn, erhielt das Herzogtum Sachsen-Zeitz, welches zum größeren Teil aus Streubesitz bestand. Einige Landesteile behielten, je nach jeweiligem Recht und Herkommen, zudem bestimmte verwaltungstechnische Eigenheiten. Des Weiteren verblieben alle altschrifftsässigen Rittergüter und Kommunen beim Kurfürstentum Sachsen. Am 10. Juni 1660 erhielt Herzog Moritz von Kaiser Leopold I. das Stift Naumburg-Zeitz als Reichslehen zugesprochen. Das Territorium bestand aus folgenden Ämtern:
- Das ehemalige Hochstift Naumburg mit den dazugehörigen Stiftsgebieten Naumburg und Zeitz (Administrator war Moritz seit 1653) und den Ämtern Naumburg, Schönburg, Zeitz, Pegau, Haynsburg und Saaleck.
- Der Tautenburgische Landesteil mit dem Amt Tautenburg mit Frauenprießnitz und Niedertrebra lag im Thüringer Kreis (erst 1640 nach dem Aussterben des letzten Schenken von Tautenburg an Kursachsen gekommen).
- Der Vogtländische Kreis mit den Ämtern und Städten Plauen, Pausa, Voigtsberg mit einigen Exklaven wie die Stadt Gefell und die Gemeinden Blintendorf, Blankenberg und Sparnberg.
- Die 1567/71 an Kursachsen verpfändeten und 1660 endgültig in dessen Besitz übergegangenen Ämter Arnshaugk, Ziegenrück, Weida mit dem Amt Mildenfurth im Neustädtischen Kreis. Dazu gehörten die Städte Auma, Berga/Elster, Neustadt/Orla, Ranis, Triptis, Weida, Ziegenrück und einige Exklaven.
- Der albertinische Anteil der Grafschaft Henneberg mit den Ämtern und Städten Schleusingen und dem Stiftsgebiet Kloster Veßra, Suhl, Kühndorf mit Benshausen und dem Stiftsgebiet Kloster Rohr.
- Die Statthalterschaft über die Ballei Thüringen des Deutschen Ordens mit weiteren Liegenschaften.[3] (Herzog Moritz war der Statthalter, die Ballei gehörte aber nicht zum Herzogtum Sachsen-Zeitz)

Bis zur Fertigstellung des Neubaus der Moritzburg in den Folgejahren residierte man provisorisch im Naumburger Stadtschloss (siehe dazu Taler auf den Bau von Schloss Moritzburg in Zeitz). Herzog Moritz hatte ein gutes Verhältnis zu seinem ältesten Bruder Johann Georg II., Kurfürst von Sachsen. Das lag daran, dass der Vater Johann Georg I. den vier Söhnen ein brüderliches Miteinander einschärfte, alle vier Brüder sich an die Buchstaben des Testaments des Vaters hielten, die Oberhoheit des Kurfürstentum Sachsen von den drei jüngeren Brüdern weitgehend anerkannt wurde. Dies dokumentiert auch die festliche Zusammenkunft von 1678 der albertinischen Herzöge in der Dresdner Residenz. Das gute Miteinander änderte sich aber mit dem Generationenwechsel und dem Tod der 4 Brüder. Auf der einen Seite kündigte Kurfürst Johann Georg III., der sächsische Mars, 1680 in der Bautzener Erklärung den Freundbrüderlichen Hauptvergleich und fühlte sich dem Testament seines Großvaters nicht mehr verpflichtet. Auf der anderen Seite strebte Herzog Moritz Wilhelm eine erweiterte Souveränität an, die z. B. Sitz und Stimmrecht auf dem Reichstag und beeinflusst durch seine Gemahlin Maria Amalia von Brandenburg, eine pro-preußische Politik beinhaltete. Dies führte zu nachhaltigen Konflikten. Die Linie starb als erste der drei Sekundogenituren im Jahr 1718 aus, da die männlichen Erben Prinz Christian August und Prinz Moritz Adolf Karl in den geistlichen Stand eingetreten waren. Zuvor war der Erbprinz Friedrich August frühzeitig mit 9 Jahren 1710 verstorben. Damit fiel das Herzogtum an das Kurfürstentum Sachsen zurück.

## Wappen des Herzogtums
Das Wappen des Herzogtums Sachsen-Zeitz zeigt (v. l. n. r.): 1. Reihe, 1. Feld Herzogtum Jülich, 2. Feld Herzogtum Kleve, 3. Feld Herzogtum Berg; 2. Reihe, 4. Feld Naumburg, 5. und 8. Feld 5. Herzschild des Herzogtums Sachsen, 6. Feld Landgrafschaft Thüringen; 3. Reihe, 7. Feld Markgrafschaft Meißen, 9. Feld Pfalzgrafschaft Thüringen; 4. Reihe, 10. Feld Pfalzgrafschaft Sachsen, 11. Feld Markgrafschaft Oberlausitz, 12. Feld Markgrafschaft Niederlausitz; 5. Reihe, 13. Feld Herrschaft Pleissen, 14. Feld Grafschaft Orlamünde, 15. Feld Markgrafschaft Landsberg; 6. Reihe, 16. Feld Grafschaft Brehna, 17. Feld Burggrafschaft Altenburg, 18. Feld Herrschaft Eisenberg; 7. Reihe, 19. Feld Grafschaft Ravensberg, 20. Feld Grafschaft Mark, 21. Feld Regalienschild; unten 22. Feld gefürstete Grafschaft Henneberg

## Landesherren und Familienmitglieder

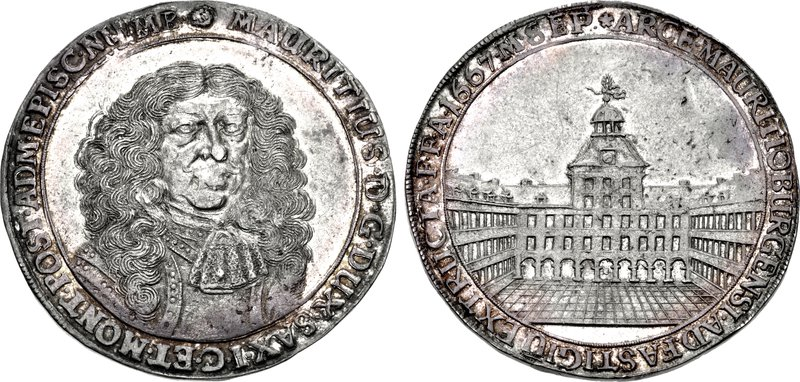
Herzog Moritz von Sachsen-Zeitz, Taler auf den Bau von Schloss Moritzburg in Zeitz von 1667

### Hauptlinie
- 1656–1681 Herzog Moritz von Sachsen-Zeitz (* 28. März 1619 in Dresden; † 4. Dezember 1681 in Zeitz)
- 1685–1718 Herzog Moritz Wilhelm von Sachsen-Zeitz (* 12. März 1664 in Zeitz; † 15. November 1718 in Weida)

### Nebenlinie Sachsen-Zeitz-Pegau-Neustadt
- 1699–1713 Herzog Friedrich Heinrich von Sachsen-Zeitz-Pegau-Neustadt (* 21. Juli 1668 in Zeitz; † 18. Dezember 1713 in Neustadt an der Orla)
- 1713–1716 Herzog Moritz Adolf Karl von Sachsen-Zeitz-Pegau-Neustadt (* 1. Dezember 1702 in Zeitz; † 20. Juni 1759 in Pöltenberg)

### Weitere Familienmitglieder
- Dorothea Maria (1641–1675), Prinzessin von Sachsen-Weimar aus dem Hause der ernestinischen Wettiner und durch Heirat Herzogin des kursächsischen Sekundogeniturfürstentums Sachsen-Zeitz.
- Christian August (1666–1725), Prinz von Sachsen-Zeitz, Kardinal-Erzbischof von Gran sowie Kaiserlicher Prinzipalkommissar
- Erdmuth Dorothea (1661–1720), Prinzessin von Sachsen-Zeitz und durch Heirat Herzogin von Sachsen-Merseburg
- Maria Amalia (1670–1739), Prinzessin und Markgräfin von Brandenburg aus dem Hause Hohenzollern und durch Heirat Herzogin des kursächsischen Sekundogenitur-Fürstentums Sachsen-Zeitz.
- Dorothea Wilhelmine (1691–1743), Prinzessin von Sachsen-Zeitz und durch Heirat Landgräfin von Hessen-Kassel

## Bedeutende Persönlichkeiten am Hof von Sachsen-Zeitz
- Christoph Cellarius (1638–1707), übernahm 1676 die Leitung der Stiftsschule in Zeitz und verschaffte ihr hohes Ansehen, später Professor für Rhetorik und Geschichte an der neu gegründeten Friedrichs-Universität in Halle. Durch seine Veröffentlichungen förderte er die lateinische Sprachwissenschaft.
- Johann Sebastian Mitternacht (1613–1679), war ein deutscher Theologe, Rhetoriker, Pädagoge, Dramatiker und Barockdichter. War Schuldirektor in Naumburg, und ab 1667 Oberhofprediger in Zeitz. Verfasste geistliche Lyrik, zeitkritische Prosadramen und inszenierte jährliche Schulkomödien.
- Johann Moritz Richter (1620–1667), war ein deutscher Baumeister und Radierer des Barock
- Heinrich Schütz (1585–1672), war ein deutscher Komponist der Barockmusik. Unter anderem war er musikalischer Ratgeber verschiedener Fürstenhöfe, so auch in Zeitz.
- Veit Ludwig von Seckendorff (1626–1692), war ein Gelehrter und Staatsmann, 1664 trat er als Geheimrat, Kanzler und Konsistorialpräsident in die Dienste von Herzog Moritz. Er gilt als Hauptvertreter des älteren deutschen Kameralismus.
- Emanuel Willius (um 1650–1728), war ein deutscher Diplomat, nach 1696 Geheimrat und Gesandter von Sachsen-Zeitz am Reichstag in Regensburg